# Dämons
Dämons (Dämons ダイモンズ?, Daimonzu) è un manga ideato da Osamu Tezuka e disegnato da Hideyuki Yonehara. È stato pubblicato in Giappone a partire dal 2006. In Italia è prodotto da Edizioni BD e distribuito dal 2008 con l'etichetta J-Pop.

## Trama
Heito è l'ex ingegnere della Logosdia, una potente società che lavora sullo sviluppo della nanotecnologia, una scienza che potrebbe portare una svolta nel campo medico. Benché Heito vi lavori solo per aiutare la propria famiglia (composta dalla moglie Hiroko e dalla figlia Yumi) e la gente, scopre che il capo dell'azienda, Progress, intende usare la nanotecnologia per produrre armi di ultima generazione. Heito tenta di fermarlo, ma viene catturato dalle guardie del corpo dello stesso Progress, che gli tagliano le braccia e sterminano la sua famiglia.
Il protagonista viene salvato dal professor Becker, uno scienziato che vive in una piccola casa isolata, il quale si dedica allo studio dello zesmos, una misteriosa forza mentale alimentata dalle emozioni che permette alle persone mutilate di controllare qualsiasi cosa collegata alle giunture. Dopo una crudele tortura, Heito riesce ad ottenere lo zesmos, alimentato dalla rabbia e l'odio verso Progress e i suoi colleghi; dunque, Becker gli dona delle braccia d'acciaio, promettendogli di dargliene delle nuove qualora venissero a mancargli. Heito comincia così il suo viaggio in cerca di vendetta, ma eliminare i suoi obiettivi non sarà semplice.

## Personaggi

### Personaggi principali
- Heito: "Heito" è la traslitterazione della parola "hate" (= odio in inglese) pronunciata in giapponese. È il protagonista anti eroe del manga. Può controllare delle braccia d'acciaio dall'incredibile potenza. Decide di vendicarsi di coloro che hanno ucciso sua moglie e sua figlia e lo hanno mutilato. Viene soprannominato "Damons Hate" poiché quando attacca il nemico, pare godere. Nonostante uccida senza pietà chiunque tenti di ostacolarlo, si dimostra sempre una persona dall'anima generosa e gentile, pur mantenendo un'aria fredda e seria.
- Professor Becker: Lo scienziato che ha scoperto lo zesmos. È quasi ossessionato dai propri studi, tanto da considerare i soggetti che, come Heito, hanno ottenuto lo zesmos, come degli oggetti.
- Robert: L'assistente del professor Becker. Controlla delle gambe di legno snodabili. È una persona gentile, che tenta di vedere del buono in ognuno; ciononostante, sarà il primo a dubitare della bontà di Swallow, la nuova "cavia" del professor Becker. Verrà ucciso dallo stesso Swallow, proprio quanto cominciava a fidarsi di lui.
- Yoshiko: Molto goffa, è una ex scienziata della Logosdia che lavorava insieme a Heito, abbandonò il proprio lavoro dopo aver scoperto che la società era corrotta. È ricercata dalla società per aver rubato degli importanti dati dalla stessa. Verrà condotta a casa del professor Becker da Heito, dove studierà lo zesmos e ricoprirà il ruolo di assistente di Robert. Morirà in seguito alla pioggia letale scatenata dal satellite di Progress.
- Ray: Appare inizialmente come personaggio secondario, per poi ricomparire nel corso della storia. È un bambino il cui padre fu ucciso da Laughing. Mentre Heito va ad uccidere il mago, incontra Ray, il quale lo vede come un padre. Riuscirà a sopravvivere alla pioggia letale.

### Antagonisti
- Progress: "Progress"(com'è facilmente intuibile), significa "progresso". Capo della Logosdia, viene descritto dal professor Becker "l'evoluzione del diavolo personificato". Può controllare l'Ereseros, una forza che consiste nel "liberare completamente se stessi", ovvero creare un alter ego di sé stessi negli altri. All'inizio si limitava a controllare gli animali, poi riuscì a controllare anche le persone. Lancerà un satellite sterminando il 70% dell'umanità; infatti, ha sempre considerato gli umani dei parassiti che distruggono e avvelenano la Terra, degli esseri da eliminare.
- Jest Lawrence: "Jest" significa "scherzo". Ex guardia del corpo di Progress, mastica sempre un chewing gum. È un cecchino abilissimo, le sue braccia, frutto della nanotecnologia, possono mutare in fucili. Dopo aver mutilato Heito, si fidanzò con Maria, la quale perse poi la vita in un incidente. È molto popolare, sia fra i ragazzi (che lo acclamano come un dio), sia fra le ragazze che conosce. Verrà ucciso da Heito nel terzo volume, il quale gli squarterà il collo con una catena usata a mo' di frusta.
- Laughing: "Laughing" significa "ridente". È un ex guardia del corpo di Progress. Pur avendo l'aspetto di un bambino, ha una ventina d'anni; ha comportamenti infantili, ma dimostra diverse volte di essere un adulto. Ad esempio, ha un debole per le belle ragazze, ma a causa delle proprie sembianze tutte lo rifiutano; probabilmente, è stata proprio la sua invidia verso gli altri, che conducevano una vita normale, a renderlo malvagio. Il suo più grande sogno è quello di diventare un mago famoso. Il suo occhio sinistro è in realtà una nanomacchina che emette un laser, il quale permette di controllare chiunque incroci il suo sguardo. Verrà ucciso dalle persone che aveva ipnotizzato tentando di eliminare Heito.
- Ardor: "Ardor" significa "ardore". Anche lui ex guardia del corpo di Progress, è un killer professionista che uccide su commissione. Per mantenersi umano, elimina solo le proprie "prede", proprio come fanno gli animali; le sue braccia si possono trasformare in spade e unendosi formano un'unica potente lama. Possiede inoltre un giubbotto che rende invisibile. Verrà ucciso da Heito, il quale gli darà fuoco e successivamente gli trafiggerà lo stomaco con un pugno fatto di zesmos.
- Rampart: "Rampart" significa "bastione". Ultima ex guardia del corpo di Progress e governatore della città Keepdeep. Il suo obbiettivo è sempre stato quello di ottenere il corpo di Yumi, la figlia di Heito, per poter salvare la propria figlia, Annie, gravemente malata, per la quale uccise persino la propria moglie. Le sue braccia possono diventare enormi, con degli artigli affilati sulle dita, che gli permettono di muovere il proprio corpo senza usare le gambe. Morirà quando Heito, dopo avergli distrutto le braccia, farà schiantare il suo elicottero contro una torre e, persi gli occhi, si getterà nel vuoto. Prima di morire, acquista il controllo dello zesmos. Tuttavia, creando delle braccia fatte di sangue, non riuscirà a uccidere Heito.
- Swallow: Anch'egli utilizza lo zesmos, ma con le gambe. Si rivela un opportunista, nonché una persona disposta a tutto per il compiacimento personale. In seguito si amputerà incidentalmente le braccia per ottenere quattro arti di ferro controllati dallo zesmos. Causa del suo comportamento è il suo passato pieno di sofferenza, che verrà condiviso con Heito durante il loro ultimo scontro; in seguito, nello stesso scontro, si arrenderà ad Heito gettandosi in un lago di lava, rifiutando di farsi salvare la vita.